# 1980년 오리콘 1위 싱글 목록
일본에서 한 주간 가장 많이 팔린 싱글은 오리콘 주간 차트에 실리며, 이 차트는 오리콘이 발행하는 잡지 《오리스타》에 개제된다. 판매량은 한 주 동안의 각 싱글의 판매량을 기준으로 오리콘이 종합한다.

## 차트 기록
| 발행일    | 싱글                              | 가수            | 참고                                        |
| --------- | --------------------------------- | --------------- | ------------------------------------------- |
| 1월 7일   | 「異邦人 -シルクロードのテーマ-」 | 쿠보타 사키     |                                             |
| 1월 14일  | (미발표)                          | (미발표)        |                                             |
| 1월 21일  | 「異邦人 -シルクロードのテーマ-」 | 쿠보타 사키     |                                             |
| 1월 28일  | 「大都会」                        | 크리스탈킹      | 6주 연속, 1980년 2월 1위                    |
| 2월 4일   | 「大都会」                        | 크리스탈킹      | 6주 연속, 1980년 2월 1위                    |
| 2월 11일  | 「大都会」                        | 크리스탈킹      | 6주 연속, 1980년 2월 1위                    |
| 2월 18일  | 「大都会」                        | 크리스탈킹      | 6주 연속, 1980년 2월 1위                    |
| 2월 25일  | 「大都会」                        | 크리스탈킹      | 6주 연속, 1980년 2월 1위                    |
| 3월 3일   | 「大都会」                        | 크리스탈킹      | 6주 연속, 1980년 2월 1위                    |
| 3월 10일  | 「贈る言葉」                      | 카이엔타이      | 6주 연속, 1980년 3월 1위                    |
| 3월 17일  | 「贈る言葉」                      | 카이엔타이      | 6주 연속, 1980년 3월 1위                    |
| 3월 24일  | 「贈る言葉」                      | 카이엔타이      | 6주 연속, 1980년 3월 1위                    |
| 3월 31일  | 「贈る言葉」                      | 카이엔타이      | 6주 연속, 1980년 3월 1위                    |
| 4월 7일   | 「贈る言葉」                      | 카이엔타이      | 6주 연속, 1980년 3월 1위                    |
| 4월 14일  | 「贈る言葉」                      | 카이엔타이      | 6주 연속, 1980년 3월 1위                    |
| 4월 21일  | 「ランナウェイ」                  | 샤네루즈        | 7주 연속, 1980년 4월·5월 1위                |
| 4월 28일  | 「ランナウェイ」                  | 샤네루즈        | 7주 연속, 1980년 4월·5월 1위                |
| 5월 5일   | 「ランナウェイ」                  | 샤네루즈        | 7주 연속, 1980년 4월·5월 1위                |
| 5월 12일  | 「ランナウェイ」                  | 샤네루즈        | 7주 연속, 1980년 4월·5월 1위                |
| 5월 19일  | 「ランナウェイ」                  | 샤네루즈        | 7주 연속, 1980년 4월·5월 1위                |
| 5월 26일  | 「ランナウェイ」                  | 샤네루즈        | 7주 연속, 1980년 4월·5월 1위                |
| 6월 2일   | 「ランナウェイ」                  | 샤네루즈        | 7주 연속, 1980년 4월·5월 1위                |
| 6월 9일   | 「ダンシング・オールナイト」      | 몬타 & 브라더즈 | 10주 연속 1980년 1위 1980년 6월·7월·8월 1위 |
| 6월 16일  | 「ダンシング・オールナイト」      | 몬타 & 브라더즈 | 10주 연속 1980년 1위 1980년 6월·7월·8월 1위 |
| 6월 23일  | 「ダンシング・オールナイト」      | 몬타 & 브라더즈 | 10주 연속 1980년 1위 1980년 6월·7월·8월 1위 |
| 6월 30일  | 「ダンシング・オールナイト」      | 몬타 & 브라더즈 | 10주 연속 1980년 1위 1980년 6월·7월·8월 1위 |
| 7월 7일   | 「ダンシング・オールナイト」      | 몬타 & 브라더즈 | 10주 연속 1980년 1위 1980년 6월·7월·8월 1위 |
| 7월 14일  | 「ダンシング・オールナイト」      | 몬타 & 브라더즈 | 10주 연속 1980년 1위 1980년 6월·7월·8월 1위 |
| 7월 21일  | 「ダンシング・オールナイト」      | 몬타 & 브라더즈 | 10주 연속 1980년 1위 1980년 6월·7월·8월 1위 |
| 7월 28일  | 「ダンシング・オールナイト」      | 몬타 & 브라더즈 | 10주 연속 1980년 1위 1980년 6월·7월·8월 1위 |
| 8월 4일   | 「ダンシング・オールナイト」      | 몬타 & 브라더즈 | 10주 연속 1980년 1위 1980년 6월·7월·8월 1위 |
| 8월 11일  | 「ダンシング・オールナイト」      | 몬타 & 브라더즈 | 10주 연속 1980년 1위 1980년 6월·7월·8월 1위 |
| 8월 18일  | 「順子/涙のセレナーデ」           | 나가부치 츠요시 | 6주 연속, 1980년 9월 1위                    |
| 8월 25일  | 「順子/涙のセレナーデ」           | 나가부치 츠요시 | 6주 연속, 1980년 9월 1위                    |
| 9월 1일   | 「順子/涙のセレナーデ」           | 나가부치 츠요시 | 6주 연속, 1980년 9월 1위                    |
| 9월 8일   | 「順子/涙のセレナーデ」           | 나가부치 츠요시 | 6주 연속, 1980년 9월 1위                    |
| 9월 15일  | 「順子/涙のセレナーデ」           | 나가부치 츠요시 | 6주 연속, 1980년 9월 1위                    |
| 9월 22일  | 「順子/涙のセレナーデ」           | 나가부치 츠요시 | 6주 연속, 1980년 9월 1위                    |
| 9월 29일  | 「ハッとして!Good」               | 타하라 토시히코 | 2주 연속                                    |
| 10월 6일  | 「ハッとして!Good」               | 타하라 토시히코 | 2주 연속                                    |
| 10월 13일 | 「風は秋色/Eighteen」             | 마츠다 세이코   | 5주 연속, 1980년 10월·11월 1위              |
| 10월 20일 | 「風は秋色/Eighteen」             | 마츠다 세이코   | 5주 연속, 1980년 10월·11월 1위              |
| 10월 27일 | 「風は秋色/Eighteen」             | 마츠다 세이코   | 5주 연속, 1980년 10월·11월 1위              |
| 11월 3일  | 「風は秋色/Eighteen」             | 마츠다 세이코   | 5주 연속, 1980년 10월·11월 1위              |
| 11월 10일 | 「風は秋色/Eighteen」             | 마츠다 세이코   | 5주 연속, 1980년 10월·11월 1위              |
| 11월 17일 | 「ダンシング・シスター」          | 놀런스          | 2주 연속                                    |
| 11월 24일 | 「ダンシング・シスター」          | 놀런스          | 2주 연속                                    |
| 12월 1일  | 「恋人よ」                        | 이츠와 마유미   | 3주 연속, 1980년 12월 1위                   |
| 12월 8일  | 「恋人よ」                        | 이츠와 마유미   | 3주 연속, 1980년 12월 1위                   |
| 12월 15일 | 「恋人よ」                        | 이츠와 마유미   | 3주 연속, 1980년 12월 1위                   |
| 12월 22일 | 「スニーカーぶる〜す」            | 콘도 마사히코   | 4주 연속, 1981년 1월 1위                    |
| 12월 29일 | 「スニーカーぶる〜す」            | 콘도 마사히코   | 4주 연속, 1981년 1월 1위                    |

## 연간 TOP 10
※ 집계: 1979년 12월 3일 - 1980년 11월 24일
- 1위: 몬타 & 브라더즈 「ダンシング・オールナイト」
- 2위: 쿠보타 사키 「異邦人 -シルクロードのテーマ-」
- 3위: 크리스탈킹 「大都会」
- 4위: 샤네루즈 「ランナウェイ」
- 5위: 나가부치 츠요시 「順子/涙のセレナーデ」
- 6위: 카이엔타이 「贈る言葉」
- 7위: 이츠키 히로시 「おまえとふたり」
- 8위: 로스 인디오스 & 실비아 「別れても好きな人」
- 9위: 오프 코스 「さよなら」
- 10위: 타하라 토시히코 「哀愁でいと」